# Macroglossum fruhstorferi
Macroglossum fruhstorferi är en fjärilsart som beskrevs av Huwe 1895. Macroglossum fruhstorferi ingår i släktet Macroglossum och familjen svärmare. Inga underarter finns listade i Catalogue of Life.